# 迪安·雷·孔茨
迪安·雷·孔茨（1945年7月9日—），美國賓州艾佛雷人，著名懸疑小說作家。昆士曾經擔任過英文教師，1969年後始全身投入寫作，《滾石雜誌》曾稱讚他為「美國最受歡迎的懸疑小說家」。作品超過三十餘部，共已賣出一千九百餘萬本，已翻譯成中文於華人地區發行的包括唯一生還者、記憶突變及惡夜橫行之恐怖基地。迪安·孔茨這個名字已成為美國懸疑小說的品牌示範，尤其他更贏得「驚悚小說王子」之一時美譽。

## 外部連結
- Dean Koontz – The Official Website （页面存档备份，存于）
- 網路推理小說資料庫上的Dean R. Koontz
- WorldCat 聯合目錄中迪安·雷·孔茨的著作或與之相關的著作
- Dean Koontz at the Internet Book List
- Dean Koontz article including information on his erotic books （页面存档备份，存于）
- 迪安·雷·孔茨在互联网电影资料库（IMDb）上的資料（英文）
- 巧合「預言」？美1981年小說驚見「COVID-19」 （页面存档备份，存于）